# Acushnet Center (Massachusetts)
Acushnet Center es un lugar designado por el censo ubicado en el condado de Bristol en el estado estadounidense de Massachusetts. En el Censo de 2010 tenía una población de 3.073 habitantes y una densidad poblacional de 827,4 personas por km².

## Geografía
Acushnet Center se encuentra ubicado en las coordenadas 41°41′6″N 70°54′24″O / 41.68500, -70.90667. Según la Oficina del Censo de los Estados Unidos, Acushnet Center tiene una superficie total de 3.71 km², de la cual 3.66 km² corresponden a tierra firme y (1.32%) 0.05 km² es agua.

## Demografía
Según el censo de 2010, había 3.073 personas residiendo en Acushnet Center. La densidad de población era de 827,4 hab./km². De los 3.073 habitantes, Acushnet Center estaba compuesto por el 96.32% blancos, el 0.49% eran afroamericanos, el 0.33% eran amerindios, el 0.39% eran asiáticos, el 0% eran isleños del Pacífico, el 0.78% eran de otras razas y el 1.69% pertenecían a dos o más razas. Del total de la población el 1.07% eran hispanos o latinos de cualquier raza.